# Julia C. Kaiser
Pour les articles homonymes, voir Julia, Cornelia et Kaiser.
Julia Cornelia Kaiser, dite Julia C. Kaiser (née en 1983 à Munich) est une réalisatrice, scénariste et productrice de cinéma allemande.

## Biographie
En 2015, Julia C. Kaiser réalise son premier long métrage, Das Floß!.

## Filmographie

### Comme réalisatrice
- 2008 : Amoklove (court métrage)
- 2015 : Das Floß! (Floating!)
- 2016 : The Hannas

### Comme scénariste
- 2008 : Amoklove (court métrage)
- 2009 : Der letzte Rest (court métrage)
- 2010 : Live Stream
- 2012 : Die Welt danach (court métrage)
- 2015 : Das Floß! (Floating!)
- 2016 : The Hannas
- 2016 : Sicher ist Sicher (téléfilm)
- 2017 : Die Reste meines Lebens

### Comme productrice
- 2015 : Das Floß! (Floating!)